# Молоди (Струго-Красненский район)
Молоди — деревня Струго-Красненского района Псковской области России. Входит в состав Новосельской волости.

## География
Находится на северо-востоке региона, в юго-западной части района.

## История
С 1927 до 1995 года деревня являлась центром Молодейского сельсовета. С 1927 до 1932 и с 1935 до 1958 года она входила в состав Новосельского района, с 1932 до 1935 и с 1958 года — входит в состав Стругокрасненского района. С января 1995 до января 2006 года деревня являлась административным центром Молодейской волости.
С января 2006 года с упразднением Молодейской волости деревня входит в состав Новосельской волости.

## Население
| 2001 | 2002 | 2010 | 2011 |
| ---- | ---- | ---- | ---- |
| 262  | ↘204 | ↘113 | ↗195 |

Численность населения деревни по оценке на начало  2001 года составляла 262 жителя, на 2011 год — 195 жителей.

## Транспорт
Расположена на железной дороге Псков — Струги Красные — Луга — Санкт-Петербург, в 52 км к юго-западу от посёлка Струги Красные. Железнодорожная станция Молоди.